# Open GDF Suez 2014
L'Open GDF Suez 2014 è stato un torneo di tennis giocato sul cemento indoor. È stata la 22ª edizione dell'Open GDF Suez (formalmente conosciuto come Open Gaz de France) che faceva parte della categoria Premier nell'ambito del WTA Tour 2014. Si è giocato allo Stade Pierre de Coubertin di Parigi in Francia dal 25 gennaio al 2 febbraio 2014.

## Partecipanti

### Teste di serie
| Nazionalità | Giocatrice           | Ranking* | Testa di serie |
| ----------- | -------------------- | -------- | -------------- |
| Russia      | Marija Šarapova      | 4        | 1              |
| Rep. Ceca   | Petra Kvitová        | 6        | 2              |
| Italia      | Sara Errani          | 7        | 3              |
| Germania    | Angelique Kerber     | 9        | 4              |
| Romania     | Simona Halep         | 11       | 5              |
| Italia      | Roberta Vinci        | 14       | 6              |
| Spagna      | Carla Suárez Navarro | 17       | 7              |
| Belgio      | Kirsten Flipkens     | 20       | 8              |

* Ranking al 13 gennaio 2014

### Altre partecipanti
Giocatrici che hanno ricevuto una Wild card:
- Petra Kvitová
- Caroline Garcia
- Kristina Mladenovic

Giocatrici passate dalle qualificazioni:

- Lara Arruabarrena Vecino
- Galina Voskoboeva
- Johanna Larsson
- Anna-Lena Friedsam

## Campionesse

### Singolare
Anastasija Pavljučenkova ha sconfitto in finale  Sara Errani per 3-6, 6-2, 6-3.
- È il sesto titolo in carriera per la Pavljučenkova, il primo del 2014.

### Doppio
Anna-Lena Grönefeld /  Květa Peschke hanno sconfitto in finale  Tímea Babos /  Kristina Mladenovic per 6(7)–7, 6-4, [10-5].